# نیکول راینهارت
نیکول راینهارت (آلمانی: Nicole Reinhardt؛ زادهٔ ۲ ژانویهٔ ۱۹۸۶) قایقران کانو اهل آلمان است.